# Kishkinta
Kishkinta est un parc d'attractions établi en août 1995 à Chennai, dans l'État de Tamil Nadu en Inde.
Kishkinta se trouve à trente minutes au sud de la ville de Chennai. Créé par M.C. Punnoose ou Appachan qui est aussi le réalisateur du film My Dear Kuttichathan, le premier film 3D indien.

## Voir également
- Chennai